# Demoticus signatipalpis
Demoticus signatipalpis is een vliegensoort uit de familie van de sluipvliegen (Tachinidae). De wetenschappelijke naam van de soort is voor het eerst geldig gepubliceerd in 2002 door Richter.